# Жарки (гміна)
Гміна Жаркі (пол. Gmina Żarki) — місько-сільська гміна у південній Польщі. Належить до Мишковського повіту Сілезького воєводства.
Станом на 31 грудня 2011 у гміні проживало 8298 осіб.

## Територія
Згідно з даними за 2007 рік площа гміни становила 100.67 км², у тому числі:
- орні землі: 55.00 %
- ліси: 26.00 %

Таким чином, площа гміни становить 21.03 % площі повіту.

## Населення
Станом на 31 грудня 2011:
| Опис     | Загалом | Загалом | Чоловіки | Чоловіки | Жінки | Жінки |
| -------- | ------- | ------- | -------- | -------- | ----- | ----- |
| одиниця  | осіб    | %       | осіб     | %        | осіб  | %     |
| все      | 8298    | 100     | 4077     | 49.13    | 4221  | 50.87 |
| міське   | 4481    | 100     | 2177     | 48.58    | 2304  | 51.42 |
| сільське | 3817    | 100     | 1900     | 49.78    | 1917  | 50.22 |

## Сусідні гміни
Гміна Жаркі межує з такими гмінами: Влодовіце, Мишкув, Неґова, Ольштин, Порай, Янув.